# Lama alla gola
Lama alla gola è un film del 1958 diretto da Andrew L. Stone.

## Trama
Paul Hoplin, un pazzo dinamitardo, ha nascosto un ordigno esplosivo comandato elettronicamente su un aereo di linea. Per far sì che la bomba non esploda, chiede come riscatto mezzo milione di dollari.
L'ordigno, molto sofisticato, è stato progettato su disegno da Jim Molner, esperto di elettronica, del tutto ignaro del reale scopo del dispositivo commissionatogli. Non contento dell'inganno, Hoplin rapisce Molner e la sua famiglia, costringendo la moglie a fare da corriere per ritirare i soldi del riscatto.
Mentre la donna cerca di compiere la sua missione attraversando disperata l'intera città di New York, suo marito e sua figlia vengono tenuti in ostaggio dalla banda di Hoplin.